# Ansgar Heuser
Ansgar Heuser (* 1949 oder 1950) ist ein deutscher Mathematiker, Kryptografie-Experte und ehemaliger Abteilungsleiter des Bundesnachrichtendienstes und des Bundesamtes für Sicherheit in der Informationstechnik.

## Leben
Heuser promovierte 1976 an der Naturwissenschaftlichen Fakultät der Universität Regensburg mit einer Dissertation zum Thema Partielle Zerfällung einfacher Algebren. 1977 trat er in den Bundesnachrichtendienst ein. 1992 wurde er Abteilungsleiter im Bundesamt für Sicherheit in der Informationstechnik. 2002 kehrte er zum Bundesnachrichtendienst zurück und wurde dort 2009 Abteilungsleiter Technische Aufklärung. Sein Vor-Vorgänger bis Mitte 2006 war Reinhardt Breitfelder. Ende 2012 trat Heuser als Abteilungsleiter in den Ruhestand. Ihm folgte Hartmut Pauland  nach.
Im November 2016 wurde er im 1. Untersuchungsausschuss der 18. Wahlperiode des Deutschen Bundestages (NSA-Untersuchungsausschuss) als Zeuge befragt.
Heuser ist verheiratet und wohnt in Euskirchen.

## Schriften
- Eine Anwendung der Hasse-Schmidt-Differentiale auf ein Verzweigungsproblem. In: Journal für die reine und angewandte Mathematik. Band 262/263, 1973, S. 286–375.
- Partielle Zerfällung einfacher Algebren. Regensburg 1976.
- Über den Funktionenkörper der Normfläche einer zentral einfachen Algebra. In: Journal für die reine und angewandte Mathematik. Band 301, 1978, S. 105–113 (digizeitschriften.de [PDF]).
- Kryptographie im staatlichen Geheimschutz. In: Verläßliche IT-Systeme: Proceedings der GI-Fachtagung VIS ’95. 1995, S. 1–4.
- Grenzüberschreitende Verschlüsselung und nationale Souveränität: ein Lösungsvorschlag. In: Trust Center: Grundlagen, rechtliche Aspekte, Standardisierung und Realisierung. 1995, S. 227–231.
- Signal Intelligence – ein Element der Militärischen Aufklärung. In: Europäische Sicherheit & Technik. Nr. 8, 2024, S. 100–102.